# Wapen van Smilde

Wapen van Smilde

Het wapen van Smilde is het wapen van de voormalige Nederlandse gemeente Smilde (provincie Drenthe) en is een ontwerp van G.A. Bontekoe. De beschrijving luidt: 
"Gedwarsbalkt van acht stukken van zilver en keel, en een golvend doorsneden vrijkwartier : I in zilver een omziende vliegende adelaar van sabel, II golvend gedwarsbalkt van azuur en zilver van 5 stukken. Het schild gedekt door een gouden kroon van drie bladeren en twee parels.."

## Geschiedenis
Op 11 februari 1634 werd deze heerlijkheid verleend aan de raadpensionaris van Holland, Adriaan Pauw, vermoedelijk om diens medewerking te verkrijgen om Drenthe een provinciestatus te doen toekomen. Dat deed Pauw niet, maar hij liet wel een stempel snijden van het heerlijkheidswapen, tevens liet hij dat wapen als kwartier aanbrengen op zijn eigen familiewapen ter vermeerdering. Op 3 augustus 1948 werd het door de Hoge Raad van Adel goedgekeurde gemeentewapen bij koninklijk besluit aan Smilde verleend.
Na de gemeentelijke herindeling van 1998 werd Smilde ingedeeld bij de administratieve gemeente Middenveld, later Midden-Drenthe. De omziende adelaar van Smilde is overgenomen in het wapen van Midden-Drenthe.

## Heraldiek
De zilveren dwarsbalken op het wapen zijn een symbolische weergave van de kanalen die werden gegraven ten behoeve van de veenontginning. De rode balken symboliseren het veen. Er is voor de kleur rood gekozen (had ook zwart kunnen zijn) omdat de mengkleur bruin in de heraldiek vermeden wordt. Het vrijkwartier is het wapen van de heerlijkheid Hoogersmilde. Het schild is gedekt met een gravenkroon.

## Vergelijkbaar wapen
Het wapen van de gemeente komt gedeeltelijk terug in dat van het waterschap Smilde.

Het wapen van het waterschap Smilde